# BG Group
BG Group este o companie britanică din domeniul energetic, cu o cifră de afaceri de 7,27 miliarde £ și un profit de 1,92 miliarde £ în anul 2006.